# Andre Metzger
Andre Metzger (* 1960) ist ein ehemaliger US-amerikanischer Ringer. Er war Vize-Weltmeister 1986 in Budapest und zweifacher Panamerikanischer Meister im freien Stil im Feder- bzw. Leichtgewicht.

## Werdegang
Metzger stammt aus Michigan. Er begann als Jugendlicher auf der High School mit dem Ringen und war bereits ab 1976 bei den Junioren bei den USA-Meisterschaften der AAU (Amateur Athleten Union) außerordentlich erfolgreich. Zu Beginn seiner Karriere rang er noch in beiden Stilarten, dem griechisch-römischen und dem freien. Später konzentrierte er sich voll auf den freien Stil. 1976, 1977 und 1977 wurde er US-amerikanischer Juniorenmeister im griechisch-römischen Stil und 1977 und 1978 im freien Stil. Bei den Senioren gewann er im Jahre 1979, 1984, 1986 und 1987 den USA-Meistertitel im freien Stil im Feder- bzw. Leichtgewicht.
Ab 1979 studierte Metzger an der University of Oklahoma und gehörte auch zum Ringerteam dieser Universität. Im gleichen Jahr startete er erstmals bei den NCAA Division I Collegiate Championships, die in den USA einen hohen Stellenwert hat und belegte im freien Stil im Federgewicht den fünften Platz. Bei der anschließenden Qualifikation für die Weltmeisterschaften der Senioren setzte er sich, erst 19-jährig, überraschenderweise durch und startete bei der Weltmeisterschaft in Budapest im Federgewicht. Andre zeigte in Budapest ganz hervorragende Kämpfe und erreichte zusammen mit Micho Dukow aus Bulgarien und Wladimir Jumin aus der Sowjetunion das Finale. Im Finale besiegten sich diese drei Ringer gegenseitig, wobei Metzger ein Sieg über Micho Dukow gelang. In der Endabrechnung kam er auf den dritten Platz, weil er aus den Vorkämpfen, die er alle gewann, die meisten Fehlpunkte hatte.
1979 siegte Metzger bei den Panamerikanischen Meisterschaften in San Juan, Puerto Rico, im Federgewicht vor Raúl Cascaret Fonseca aus Kuba, einem absoluten Weltklassemann.
In der Qualifikation für die Olympischen Spiele 1980 in Moskau belegte Andre Metzger den zweiten Platz und war als Ersatzmann vorgesehen. Da die Vereinigten Staaten aber diese Spiele boykottierten, konnte er nicht nach Moskau fahren.
Im Jahre 1981 war Metzger in das Leichtgewicht gewachsen und unterlag in der WM-Ausscheidung gegen Andrew Rein. 1982 war er aber bei der Weltmeisterschaft wieder dabei. In Edmonton verfehlte er im Leichtgewicht mit einem vierten Platz nur knapp die Medaillenränge. 1983 konnte er sich auf nationaler Ebene nicht gegen seine starken Konkurrenten James Humphrey, Andrew Rein und Nate Carr durchsetzen und kam zu keinem Einsatz bei einer internationalen Meisterschaften. Im Jahre 1985 startete er wieder bei der Weltmeisterschaft in Budapest. Er kam dort nicht unter die besten sechs Ringer. Seine genaue Platzierung ist nicht einmal in der Fachzeitschrift Der Ringer, festgehalten.
Ab 1986 arbeitete er dann viel mit David Schultz und John Du Pont zusammen. Er gehörte nunmehr dem New York Athletic Club und ab 1987 dem Foxcatcher Wrestling Club von Du Pont an. Er konnte seine Leistungen noch einmal steigern und erkämpfte sich den Startplatz für die Weltmeisterschaft 1986 in Budapest. Nach hervorragenden Leistungen gewann er dort die Silbermedaille. Gegen Weltmeister Arsen Fadsajew, der damals vielleicht der beste Freistilringer der Welt war, konnte er aber nichts ausrichten und verlor klar.
Im Jahre 1987 gewann Metzger in Indianapolis im Leichtgewicht noch einmal den Titel bei den Panamerikanischen Spielen und gewann auch bei der Weltmeisterschaft in Clermont-Ferrand mit dem dritten Platz im Leichtgewicht hinter Arsen Fadsajew und Georgios Athanasiadis aus Griechenland eine Medaille.
Für die Teilnahme an den Olympischen Spielen 1984 in Los Angeles und 1988 in Seoul konnte er sich nicht qualifizieren. Er unterlag in den Trials im Jahre 1984 gegen Andrew Rein und 1988 gegen Nate Carr.
Er beendete daraufhin seine Ringerlaufbahn und wurde Trainer an der Villanova University.

## Erfolge
international
- 1979, 1. Platz, Intern. Junioren-Turnier in Joliet, F, Le, vor Wesinger u. Porter, bde. USA
- 1979, 1. Platz, Panamerikanische Spiele in San Juan, Puerto Rico, F, Fe, vor Raúl Cascaret Fonseca, Kuba, John Park, Kanada u. Lan Lucio, Panama;
- 1979, 3. Platz, WM in San Diego/USA, F, Fe, mit Siegen über Kazimierz Lipień, Polen, Zoltán Szalontai, Ungarn, Micho Dukow, Bulgarien, Eduard Giray, Bundesrepublik Deutschland u. Yang Yung-Mo, Südkorea u. einer Niederlage gegen Wladimir Jumin, UdSSR;
- 1980, 2. Platz, World Cup in Toledo/USA, F, Le, hinter Wiktor Alexejew, UdSSR u. vor Egon Beiler, Kanada u. Koji Sato, Japan;
- 1981, 3. Platz, World Cup in Toledo/USA, F, Le, hinter Magomedgassan Abuschew, UdSSR u. Dugarsürengiin Ojuunbold, Mongolei u. vor Fedwaki, Afrikaauswahl;
- 1982, 4. Platz, WM in Edmonton, F, Le, hinter Michail Tscharatschura, UdSSR, Raúl Cascaret Fonseca u. Eberhard Probst, DDR u. vor Zoltán Szalontai u. Hassan Hamidi, Iran;
- 1986, 2. Platz, Goodwill Games in Moskau, F, Le, hinter Arsen Fadsajew, UdSSR u. vor Angel Sirakow, Bulgarien, Chenmedechiin Amaraa, Mongolei, Yüksel Dilger, Türkei u. Satoru Goizuku, Japan;
- 1986, 2. Platz, WM in Budapest, F, Le, hinter Arsen Fadsajew u. vor Simeon Schterew, Bulgarien, Eugenio Montero, Kuba, Jukka Rauhala, Finnland u. David McKay, Kanada;
- 1986, 2. Platz, World Cup in Toledo/USA, F, Le, hinter Arsen Fadsajew u. vor Eugenio Montero, Bujandelgeriin Bold, Mongolei u. Zsigmond Kelevitz, Australien;
- 1987, 1. Platz, Panamerikanische Spiele in Indianapolis, F, Le, vor Eugenio Montero u. Pat Sullivan, Kanada;
- 1987, 3. Platz, WM in Clermont-Ferrand, F, Le, hinter Arsen Fadsajew u. Georgios Athanasiadis, Griechenland u. vor Kōsei Akaishi, Japan, Simeon Schterew u. Park Jung-Soon, Südkorea;
- 1988, 2. Platz, World Cup in Toledo/USA, F, Le, hinter Abdulla Magomedow, UdSSR u. vor Eugenio Montero

national
- 1976, 1. Platz, AAU-Junioren-Champ., GR, Ba,
- 1977, 1. Platz, AAU-Junioren-Champ., GR, Le,
- 1977, 1. Platz, AAU-Junioren-Champ., F, Le,
- 1978, 1. Platz, AAU-Junioren-Champ., GR, Le,
- 1978, 1. Platz, AAU-Junioren-Champ., F, Le,
- 1979, 1. Platz, AAU-Champ., F, Fe, vor Keith Mourlan u. Taga Tsuneo,
- 1979, 5. Platz, NCAA-Champ., F, Le, hinter Dan Hicks, Scott Trizzino, Mike Mathis u. Lee Roy Smith u. vor Andrew Rein,
- 1980, 2. Platz, AAU-Champ., F, Le, hinter James Humphrey u. vor Scott Trizzino,
- 1980, 2. Platz, NCAA-Champ., F, Le,
- 1981, 1. Platz, NCAA-Champ., F, Le, vor Lenny Zalesky u. Dave Brown,
- 1982, 2. Platz, AAU-Champ., F, Le, hinter Andrew Rein u. vor Bill Nugent
- 1982, 1. Platz, NCAA.Champ., F, Le,
- 1984, 1. Platz, AAU-Champ., F, Le,
- 1986, 1. Platz, AAU-Champ., F, Le,
- 1987, 1. Platz, AAU-Champ., F, Le

Erl.: WM = Weltmeisterschaft, F = freier Stil, GR = griech.-röm. Stil, Fe = Federgewicht, Le = Leichtgewicht, damals bis 62/63 kg bzw. 68/70 kg Körpergewicht